# در جستجوی دلتورا
در جستجوی دلتورا (به انگلیسی:Deltora Quest)، داستانی فانتزی و متشکل از سه مجموعه، نوشته امیلی رودا نویسنده استرالیایی است. داستان دربارهٔ سه همسفر است که سرزمین تخیلی دلتورا را به دنبال تکمیل کمربند دلتورا و شکست خادمان ارباب سایه‌های اهریمنی زیر پا می‌گذارند. نخستین نسخهٔ مجموعه اول در سال ۲۰۰۰ میلادی در استرالیا به چاپ رسید و از آن پس در بیش از ۳۰ کشور به فروش رسیده است. در فوریهٔ ۲۰۱۰ این مجموعه در سراسر جهان بیش از ۱۸ میلیون فروش داشته که ۲ میلیون آن در استرالیا بوده است.
این مجموعه توسط در ایالات متحده و استرالیا توسط اسکلاستیک منتشر شده. در بیشتر کشور ها، این مجموعه توسط مارک مک براید به تصویر کشیده شده است.
سه مجموعه این رمان شامل ۱۵ کتاب می‌شود که ۸ کتاب اول در جستجوی دلتورا، ۳ جلد بعدی سرزمین سایه‌های دلتورا (در جستجوی دلتورا ۲) و ۴ جلد آخر اژدهایان دلتورا (در جستجوی دلتورا ۳) نام دارند. تمامی کتاب‌های این مجموعه در ایران با ترجمهٔ محبوبه نجف خانی و توسط انتشارات بنفشه به چاپ رسیده‌است. انیمیشن و بازی رایانه‌ای در جستجوی دلتورا به ترتیب توسط تلویزیون ژاپن و شرکت نینتندو دی‌اس نیز ساخته شده‌اند.
انیمیشن درجستوجوی دلتورا شامل ۵۲ قسمت بوده که مجموعه اول را فقط شامل می شود.
دلتورا به عنوان یک دنيای فانتزی، سرزمين خارق العاده‌ای است. این مجموعه، از نظر نمادشناسی کتاب بسيار قوی‌ای است. از این گذشته، این کتاب یک انتقاد بزرگ به سياست‌های تاریخی و پيروی کورکورانه رسم‌ها دارد.

## خلاصهٔ داستان

### در جستجوی دلتورا
در مجموعهٔ اوّل، لیف، پسر آهنگری علیل در شهر دل -پایتخت دلتورا- در روز تولد ۱۶ سالگی اش توسط والدینش برای پیدا کردن هفت گوهر گمشده کمربند دلتورا به سفری طولانی دور تا دور دلتورا فرستاده می‌شود. یکی از نگهبانان سابق قصر دل به نام باردا نیز همراه او در این ماجرا است. در جنگل‌های سکوت آن‌ها با جاسمین آشنا می‌شوند: دختری وحشی با موهای سیاه و بلند و چشمانی به رنگ سبز زمردین. او می‌تواند با درخت‌ها ارتباط برقرار کند و دو حیوان نیز همیشه همراه او هستند: کلاغ سیاهی به نام کری و موجود خاکستری، کوچک و پشمالویی به نام فیلی. این سه همسفر باید هفت گوهر گمشده کمربند دلتورا را پیدا کرده و به کمربند بازگردانند. هر یک از این گوهرها که شامل یاقوت زرد، یاقوت سرخ، اوپال، سنگ لاجورد، زمرد، لعل بنفش و الماس هستند نیروی ویژهٔ مخصوص به خود را دارند و در محل‌های مخوف و هولناکی به نام‌های: «جنگل‌های سکوت» «دریاچهٔ اشک» «شهر موش‌ها» «شن‌های روان» «کوهستان وحشت» «هزار توی هیولا» و «درهٔ گمشدگان» مخفی شده‌اند و همچنین هیولاها و موجودات خطرناک ارباب سایه‌ها نیز از آن‌ها مراقبت می‌کنند. همسفران در طول سفر مخاطره آمیزشان باید بر وحشت‌هایشان غلبه کنند و با عوامل مرگباری که پیش رویشان ظاهر می‌شود مبارزه کنند. زمانی که کمربند دلتورا کامل شود، وارث حقیقی آدین (اولین شاه دلتورا) باید آن را به کمر ببندد و فقط آن زمان است که ارباب سایه‌های ظالم و ستمگر به آنطرف مرزهای دلتورا می‌رود و دلتورا آزاد می‌شود. لیف سعی می‌کند وارث آدین را پیدا کند ولی رئیس گروه مقاومت علیه ارباب سایه‌ها (دووم) به آن‌ها می‌گوید که فقط به یک جادو امید بسته‌اند و امیدشان واهی است. دووم حس می‌کند که در بین آن‌ها جاسوسی وجود دارد. لیف فکر می‌کند که پسری به اسم داین وارث آدین است ولی بعداً می‌فهمد که جاسوس خود داین بوده و لیف خودش وارث است!!!

### سرزمین سایه‌های دلتورا
لیف، باردا و جاسمین برای آزاد کردن برده‌هایی که ارباب سایه‌ها در طول حکومتش در استادیوم سایه‌ها زندانی کرده سفری را از زیر سرزمین دلتورا آغاز می‌کنند و با قبایل ناشناخته‌ای روبرو می‌شوند. این سه قبیله به نام‌های پلوم، آرون و کراس (کرون) مردمان سابق سرزمین سایه‌ها، کشور زیبایی به نام پیرا بوده‌اند که نهرهای زلال از آن عبور می‌کرده و سرشار از باغ‌ها و گلستان‌های شگفت‌انگیز بوده‌است. در زمان‌های دور این سرزمین توسط نیروی جادوئی فلوت پیران از نفوذ ارباب سایه‌ها حفاظت می‌شده. سه همسفر از مردم هر یک از این قبایل می‌خواهند تا فلوت پیران را که بر اثر جنگ قبایل پیرایی به سه قیمت تقسیم شده را برای مدت کوتاهی به آن‌ها قرض بدهند تا در سرزمین سایه‌ها زمان کافی را برای فرار برده‌های دلتورایی به وجود آورد. آن‌ها در آخرین مقصدشان به سرزمین سایه‌ها نفوذ کرده و با کمک املیس پسر فلوت زن قبیلهٔ کرون‌ها موفق می‌شوند برده‌ها را فراری داده و به شهر دل بازگردند.

### اژدهایان دلتورا
در اژدهایان دلتورا، سه دوست یکبار دیگر باید دلتورا را نجات دهند، آن هم از دست چهار خواهر که در زمان‌های دور به وسیلهٔ خادمان ارباب سایه‌ها در دلتورا جاگذاری شده‌اند. این چهار خواهر آوازهای سرشار از ناامیدی‌شان را سالیان سال بر سرزمین دلتورا می‌خواندند که باعث پژمرده شدن غلات و محصولات زراعی و در نهایت قحطی می‌شده‌است. به کمک نقشه‌ای پاره شده و ناقص که توسط دران اژدهادوست بزرگترین کاشف دلتورا کشیده شده‌است، لیف، باردا و جاسمین باید این چهار خواهر را پیدا و نابود کنند و این کار تنها با کمک موجودات کهن دلتورا یعنی اژدهایان صورت می‌گیرد. جالب این است که اژدهایان هم مانند گوهرهای کمربند دلتورا هفت قبیله هستند و هرکدام برای خودشان منطقه‌ای دارند. وقتی هر خواهر و محافظش از بین بروند، تکه بعدی نقشه پیدا می‌شود؛ و همسفران در آخر متوجه می‌شوند که خواهرها در شمالی‌ترین، جنوبی‌ترین، شرقی‌ترین و غربی‌ترین نقطه دلتورا پنهان شده‌اند و این موضوع را جوزف-کتابدار قصر که تاریخچه‌های دلتورا را نجات داده بود-قبل از مرگش سعی می‌کند به لیف بگوید ولی نمی‌تواند. زمانی چهار خواهر از بین رفته‌اند لیف به این موضوع مظنون می‌شود و سرانجام نهانی‌ترین بخش ماجرا معلوم می‌شود: این که در هر صورت، چه خواهرها از بین بروند چه نروند، دلتورا متعلق به ارباب سایه‌ها خواهد شد. اما دشمن اژدهایان دلتورا را در نظر نگرفته بود. آنورا (اژدهای زمرد) وریتاس (اژدهای لعل بنفش) هوپیان (اژدهای اوپال) جویو (اژدهای یاقوت سرخ) فیدلیس (اژدهای یاقوت زرد) فورچونا (اژدهای سنگ لاجورد) و فورتا (اژدهای الماس و جوجه اش). همین اژدهایان بودند که دلتورا را برای همیشه از شر ارباب سایه‌ها نجات دادند.

## شخصیت‌ها

### لیف
در ابتدای مجموعهٔ اول، لیف پسر آهنگری در شهر دل است که بیشتر وقتش را صرف دویدن در کوچه پس کوچه‌های شهر دل می‌کند و از دست نگهبانان خاکستری در می‌رود. در روز تولد شانزده سالگی اش، او شهر دل را برای جستجوی گوهرهای کمربند دلتورا ترک می‌کند تا وارث حقیقی آدین را پیدا کند و کمربند کامل شده را به کمر او ببندد. لیف در انتها ی مجموعهٔ اول نه تنها شجاع تر و قوی تر می‌شود بلکه دانایی و بردباریش نیز افزایش می‌یابد. او بسیار با جرئت و قابل اعتماد همسفرانش است. در طول سفرش برای پیدا کردن گوهرها چندین بار تصمیم گرفت تا جستجویش را نیمه کاره رها کند، اما فکر زجر کشیدن دوستان و هم وطنانش او را وادار به اتمام جستجو کرد و در نهایت مشخص شد که او وارث آدین بوده‌است. در مجموعهٔ دوم، در حالی که همسفران با بی‌اعتمادی‌ها دست و پنجه نرم می‌کنند، لیف و دوستانش برای نجات برده‌های دلتورایی از سرزمین سایه‌ها نقشه می‌کشند. در مجموعهٔ بعدی، لیف و همسفرانش باید اژدهایان را از خواب عمیق و جادویی‌شان بیدار کنند تا به لیف کمک کنند خواهرهای شرق، شمال، غرب و جنوب را پیدا و نابود کند. در کتاب هشتم گفته شده که موهای لیف تیره است؛ و در کتاب جزیره مردگان، او هجده سالش است. در طول مجموعهٔ دوم، احساس لیف و جاسمین به یکدیگر بیشتر مشخص می‌شود و لیف در آخر مجموعه دوم جاسمین را «عشق واقعی» می‌خواند. در جلد آخر، آن دو با یکدیگر و ازدواج می‌کنند و صاحب دختری به نام آنا و پسران دوقلویی به نام جارد و اندون می‌شوند.

### جاسمین
جاسمین یک دختر وحشی تقریباً هم سن لیف است. موهای بلند و مشکی اش، او را همچون جن کرده و چشمان سبزش همچون زمرد می‌درخشد. در مجموعهٔ اول، او اغلب تنها و بی صبر و حوصله اما با قلبی آکنده از مهربانی توصیف شده‌است. در ابتدای ماجرا، او دختری یتیم و وحشی است که به تنهایی در جنگل‌های سکوت همراه با همدم‌های کوچکش یعنی کری و فیلی زندگی می‌کرده‌است تا این که او لیف و باردا را می‌بیند. او زبان حیوانات و درختان را می‌فهمد. او در تمام عمرش روی پای خود ایستاده و بدون کمک کسی روزگار می‌گذرانده‌است. او بسیار واقع بین بوده و همیشه از باورهای خود دفاع می‌کرده و اگر به نظرش چیزی نادرست یا ناحق است، عقیده‌اش را بدون هیج خجالت و ترسی بیان می‌کند. طرفدار حق و عدالت است؛ تنها مشکلش این است که نمی‌تواند انسان‌هایی را که به راحتی از باورهایشان سر باز می‌زنند درک کند. تنهایی بزرگ شدن در جنگل به جاسمین آموخت تا به‌طور مستقل و بدون کمک کسی نیازهایش را برطرف کند. در مجموعهٔ اول او پدرش را که مدت‌ها پیش از دست داده و گم کرده بود، پیدا می‌کند (دووم یا همان جارد). وقتی جاسمین فقط هفت سال داشت، گروهی از نگهبانان خاکستری پدر و مادرش را دستگیر می‌کنند و به استادیوم سایه‌ها در سرزمین سایه‌ها می‌برند. مادرش آنا کشته می‌شود و پدرش دووم فرار می‌کند. در کتاب اول، وقتی جاسمین یاقوت زرد را در دست می‌گیرد (یاقوت زرد توانایی برقراری ارتباط با دنیای ارواح را دارد) آنا به دخترش می‌گوید که به لیف و باردا بپیوندد و هر کمکی که از دستش بر می‌آید برای نجات دلتورا انجام دهد. احساسات او نسبت به لیف در طول ماجراهایی که در پیش داشتند، برانگیخته می‌شود، با آن که به روی خودش نمی‌آورد. آن دو سر انجام در انتهای داستان با یکدیگر ازدواج می‌کنند. به دلیل این که او در جنگل بزرگ شده بود، چابک‌تر و زرنگ تر از بقیه است و می‌تواند تعادل خودش را روی بسیاری از محل‌های باریک حفظ کند؛ همان‌طور که در بازی‌های ریت میر در کتاب چهارم گفته می‌شود.

### باردا
در ابتدای داستان، باردا خود را به صورت گدای نیمه دیوانه‌ای در شهر دل نشان می‌داد. او زمانی از نگهبانان قصر بوده که بیشتر مواقع نقش حفاظت از لیف را دارد. مادر او (مین) دایهٔ جارد و اندون بود که در زمان آمدن ارباب سایه‌ها به قصر از دنیا رفت و یکی از دلایلی که باردا به جستجوی گوهرهای کمربند رفت انتقام مرگ مادرش بود. او شمشیرزن ماهری است و اغلب اوقات خودش را به خاطر این که بین دو جوان عجول -لیف و جاسمین- گیر افتاده‌است مسخره می‌کند. در این سه مجموعه او توانایی اش را «قدرت» به نمایش گذاشت، هیچ وقت از جستجویشان ناامید نشد. او مرد خوش قلبی است و در پایان مجموعهٔ سوم، باردا خوشبختی را بعد از سال‌ها زجر کشیدن پیدا کرد، او و لیندال بروومی ازدواج کردند و نتیجهٔ این ازدواج شش بچهٔ قد و نیم قد بود.

### جارد (دووم)
جارد پدر جاسمین و تنها همدم شاه اندون بود. وقتی که مشاور عالی اندون-پرانداین-او را متهم به سوء قصد جان اندون کرد، او مجبور شد از قصر فرار کند. دوران جوانی اش را در دل آهنگری می‌کرد، قبل از این که هویت، مکان و شغلش را در اختیار اندون و همسرش شارن بگذارد و مجبور شود همراه با همسرش به جنگل‌های سکوت فرار کند. آنجا، آنا، همسر محبوبش به دست نگهبانان خاکستری کشته شد، خود نیز توسط آن‌ها دستگیر شد و این‌طور شد که جاسمین که کودکی بیش نبود، در جنگل به تنهایی بزرگ شد. جارد را به سرزمین سایه‌ها بردند. او اولین انسانی بود که توانست از استادیوم سایه‌ها فرار کند، اما در نبردش با ورال بر اثر آسیب شدیدی که سرش دید، خاطراتش را به کل از یاد برد. او اسم خود را دووم گذاشت، اسم مردی مهربان که در کوهستان وحشت او را نجات داد. او رئیس گروه مقاومت شد که با ارباب سایه‌ها می‌جنگیدند. او به لیف و دوستانش در جستجویشان کمک کرد و نقشهٔ بازگشت به دل را بعد از تکمیل کمربند کشید؛ و آن جا بود که به سرش ضربهٔ دیگری وارد شد که خاطراتش را به او بازگرداند. بعد از آن او در دل ماند یکی از پسرهای دوقلوی لیف و جاسمین هم به اسم او نامگذاری شد.

### اندون
اندون زندگی اش را به عنوان وارث حقیقی دلتورا و دوست نزدیک جارد شروع کرد. بیشتر عمرش صرف یادگیری قواعد و آداب شاهنشاهی شد. پدر او از تب وحشتناکی مرد، باعث شد که اندون شاه شود. روز بعد مشاور اعظم پدر و خودش پرانداین به او گفت که جارد قصد جان او را کرده و اندون هم کورکورانه او را باور کرد در هر حالی که جارد از قصر داشت فرار می‌کرد. هفت سال شاهنشاهی اش به خوبی و خوشی گذشت تا این که دایه بچگی اش مین، به او گفت که دشمن اینجاست و امشب قصد حمله دارد. اندون حرفش را باور نکرد اما ساعتی بعد او را مرده در اتاق کارش پیدا کرد. سپس به وسیله‌ای سرّی از جارد کمک خواست و راه مخفی قصر را به او نشان داد. او، همسرش و جارد به بالاترین طبقه برج قصر - جایی که کمربند نگهداری می‌شد - رفتند و کمربند را بدون گوهر و خالی یافتند. سپس پرانداین را پیدا کردند و چند مسئلهٔ مهم پاسخ داده شد. این که جارد قصد جان اندون را نداشته، و خودش پدر و مادر اندون را به وسیلهٔ سم کشته و از خادمان ارباب سایه هاست. مشاور اهریمنی سعی کرد آن‌ها را بکشد، اما شارن او را از برج به پایین پرت کرد. پرانداین مرد و اندون و شارن با جارد از قصر فرار کردند. جارد و همسرش آنا به جنگل‌های سکوت فرار کردند و اندون و شارن هویت شان را به هویت آن‌ها تغییر دادند. از آن پس اندون به عنوان آهنگر مخارجشان را درمی‌آورد. آن‌ها صاحب پسری به نام لیف شدند و وقتی لیف شانزده ساله شد، او بدون این که هویت اصلی اش را بگوید، پسرش را به دنبال هفت گوهر گمشده فرستاد و…

### شارن
شارن همسر تورایی شاه اندون و مادر لیف بود. او بافندهٔ بسیار ماهری بود و شنل جادویی برای لیف بافت که با تغییر رنگ‌های عجیبش، جان او و همسفرانش را چندین بار نجات داد. برخلاف زندگی شاهانه و بی زحمتی که داشت، زن بسیار شجاعی بود. نمونه‌هایی از شجاعت او را می‌توان به زمانی اشاره کرد که او پرانداین از برج قصر به پایین پرتاب کرد یا زمانی که فالو اُلی به شکل پرانداین از او در سیاه چال قصر بازخواست می‌کرد.

## جوایز و افتخارات
جوایز اعطای شده به رمان در جستجوی دلتورا:
- YABBA - «جایزه خوانندگان بزرگ‌تر» (۲۰۰۱)[۴]
- WAYRBA - «جایزه خوانندگان جوان‌تر» (۲۰۰۲)[۵]
- KOALA - «جایزه خوانندگان جوان‌تر» (۲۰۰۲)[۶]
- Aurealis Awards: Peter McNamara Convenors' Award – مجموعه در جستجوی دلتورا (۲۰۰۲)[۷]
- YABBA - «جایزه خوانندگان جوان‌تر» (۲۰۰۳)[۴]
- جوایز کوول (COOL) - جوایز خیال‌پردازی برای «خوانندگان جوان‌تر» (۲۰۰۳)[۸]
- «کوول اواردز فیکشن» برای «جایزه خوانندگان جوان‌تر» برای در جستجوی دلتورا ۳ (۲۰۰۴)[۸]
- KOALA - «جایزه خوانندگان جوان‌تر» (۲۰۰۴)[۶]